# Sovjetunionens rymdprogram

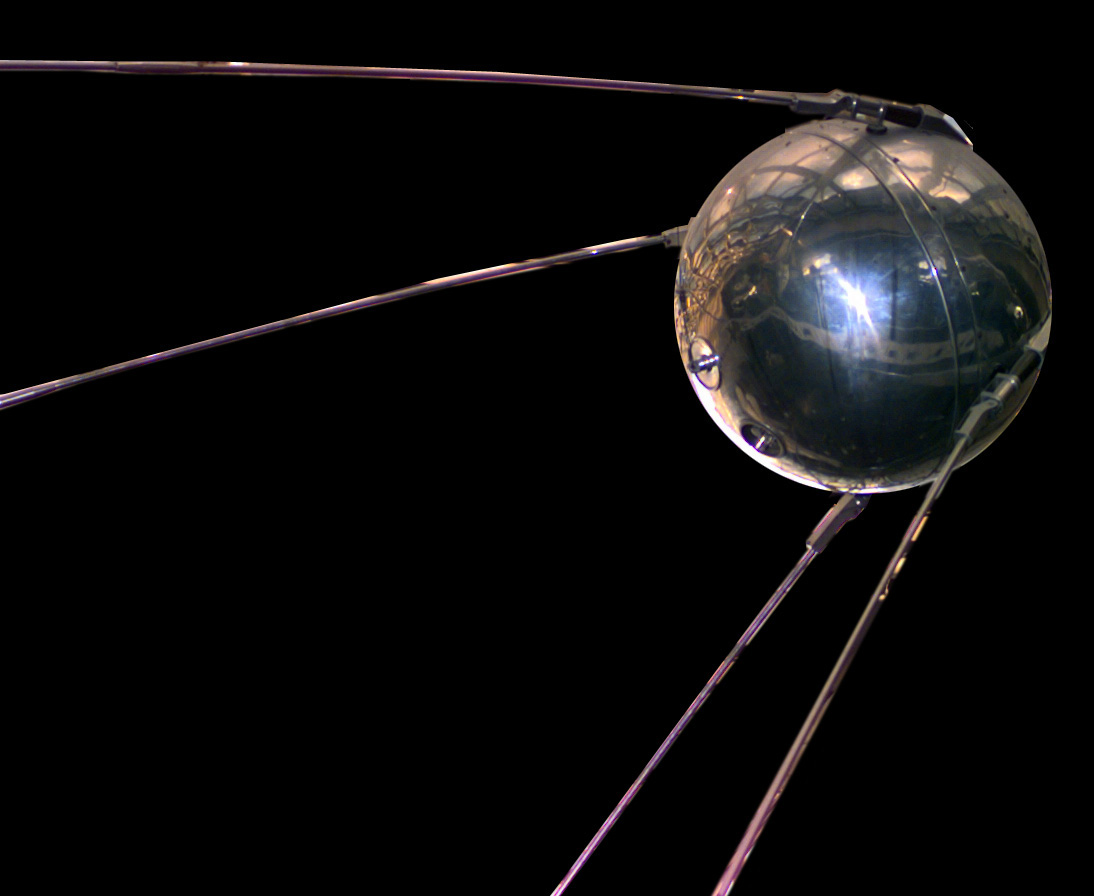
Sputnik 1.

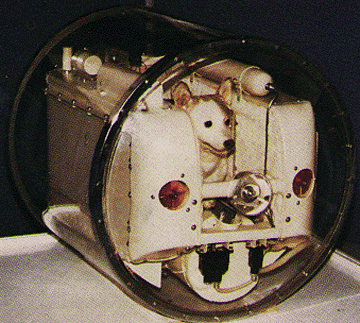
Lajka.

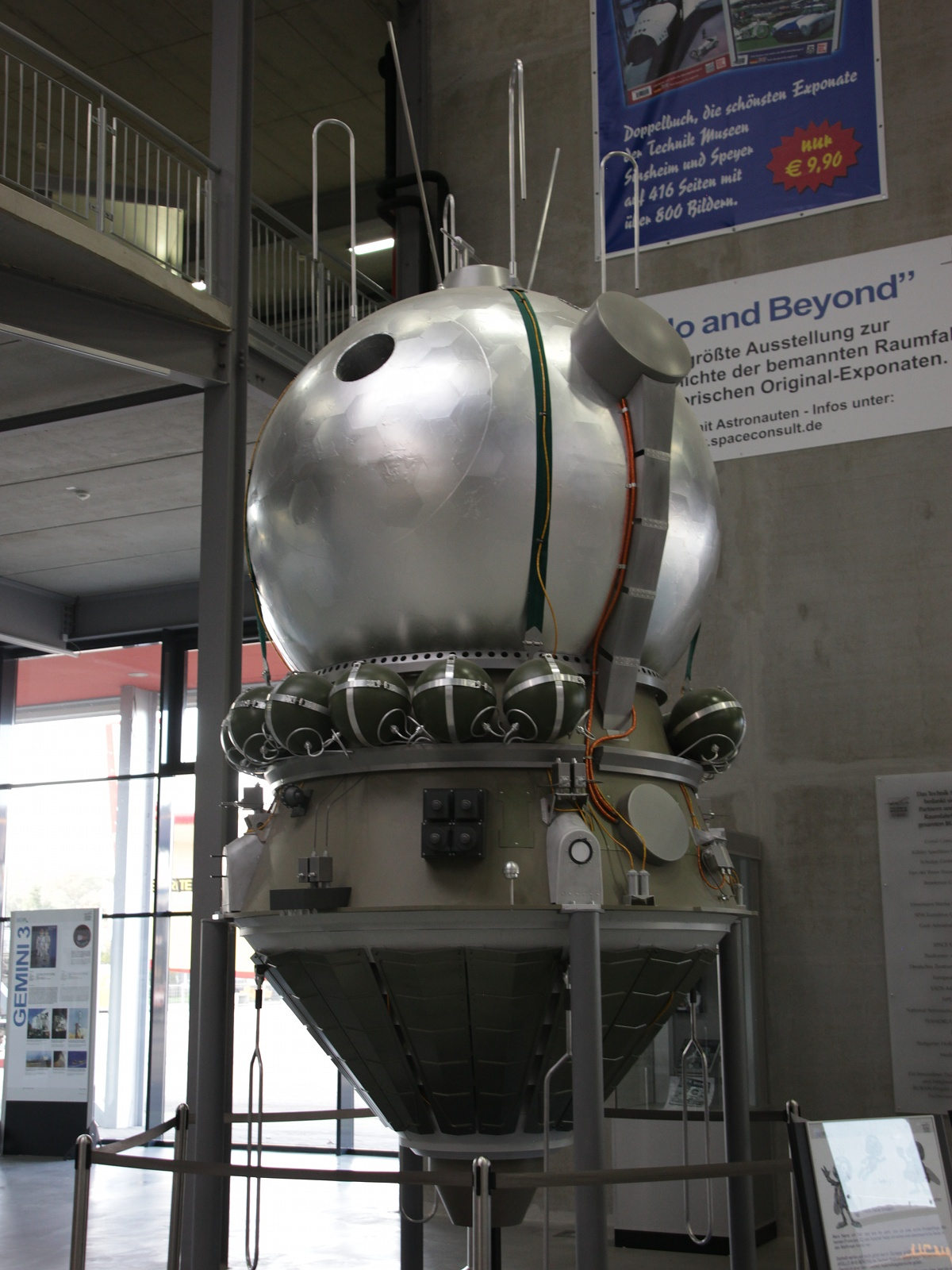
Modell av Vostok.

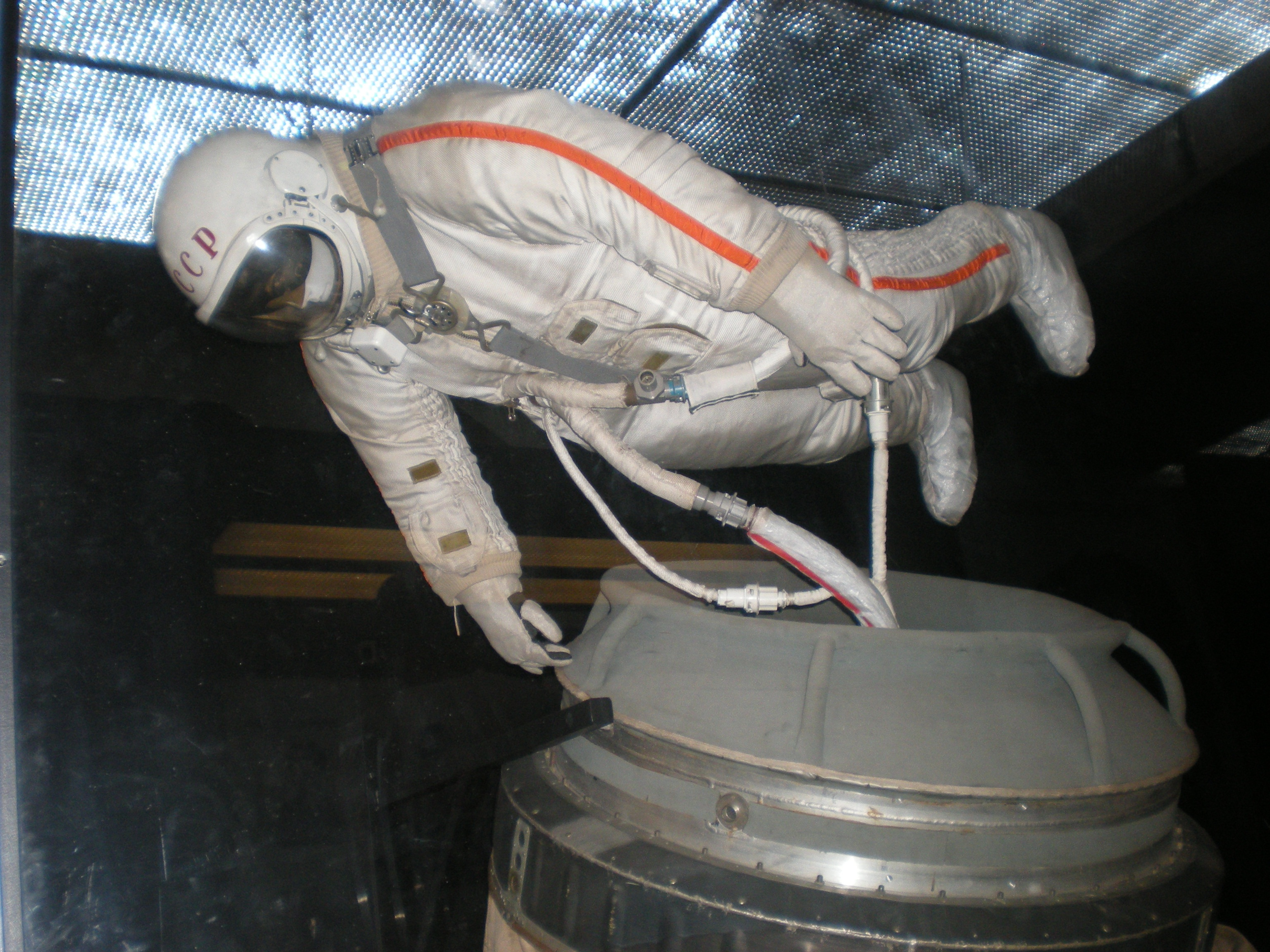
Modell av rymddräkt och lyftsluss som användes under Voschod 2-flygningen.

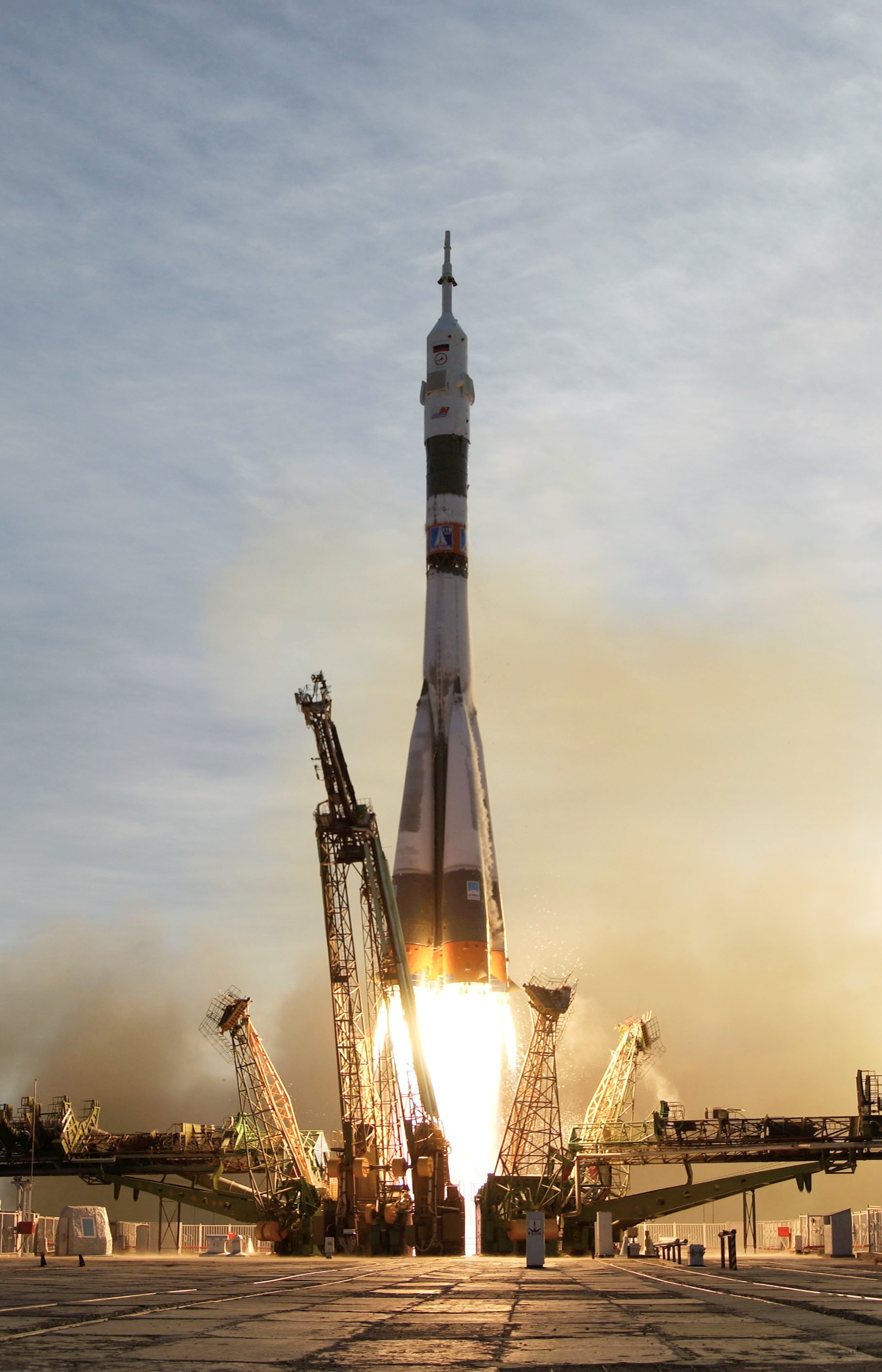
Sojuz-raket startar i Bajkonur.

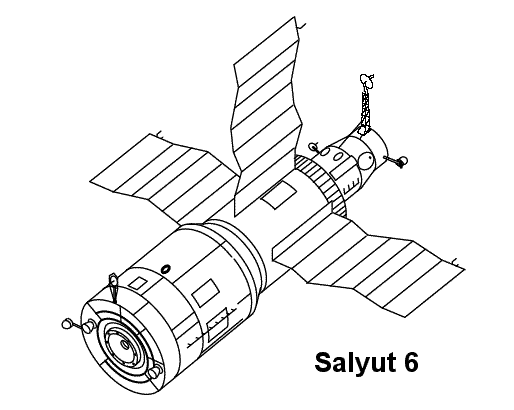
Skiss av Saljut 6.

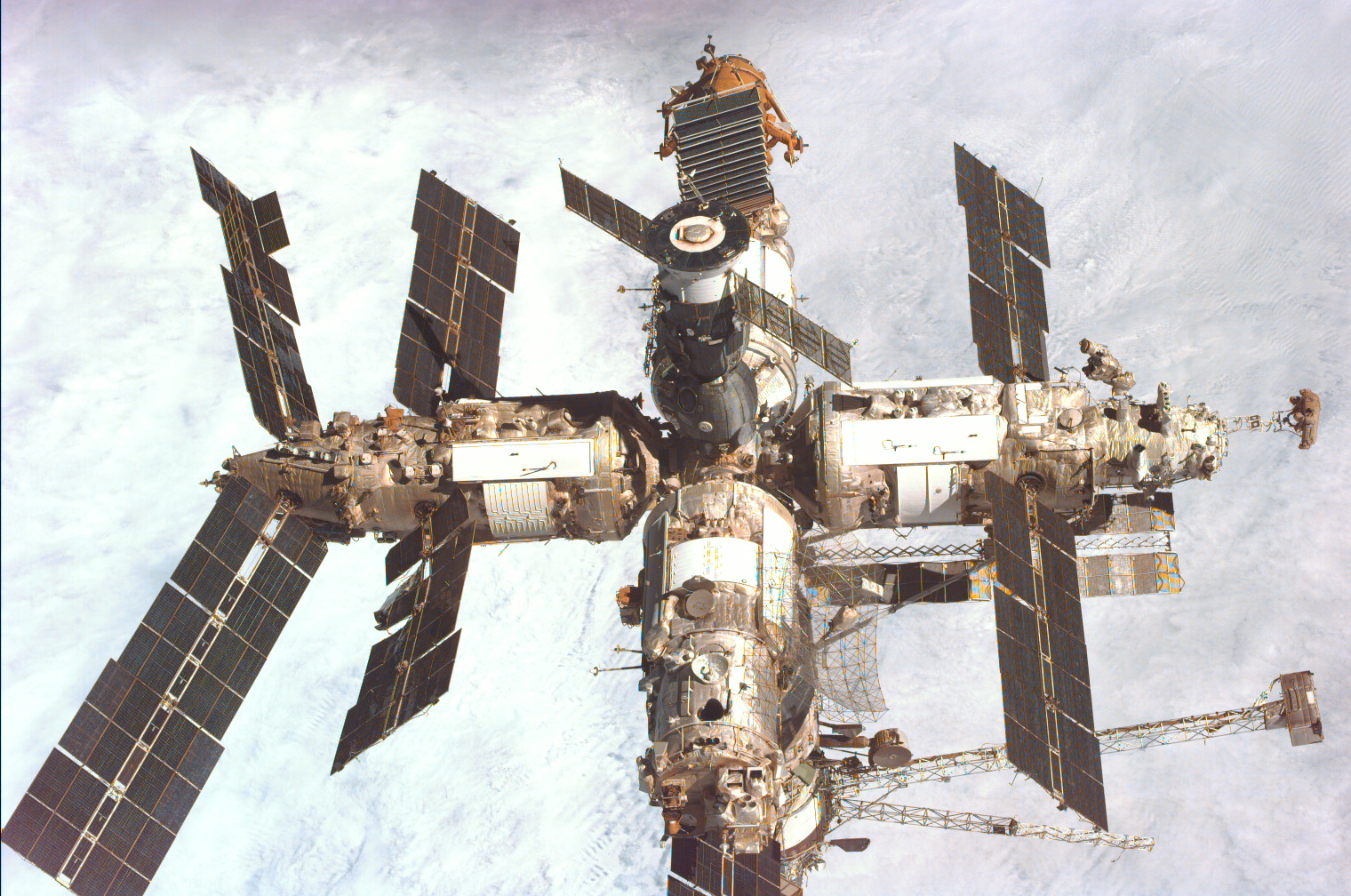
Rymdstationen Mir.

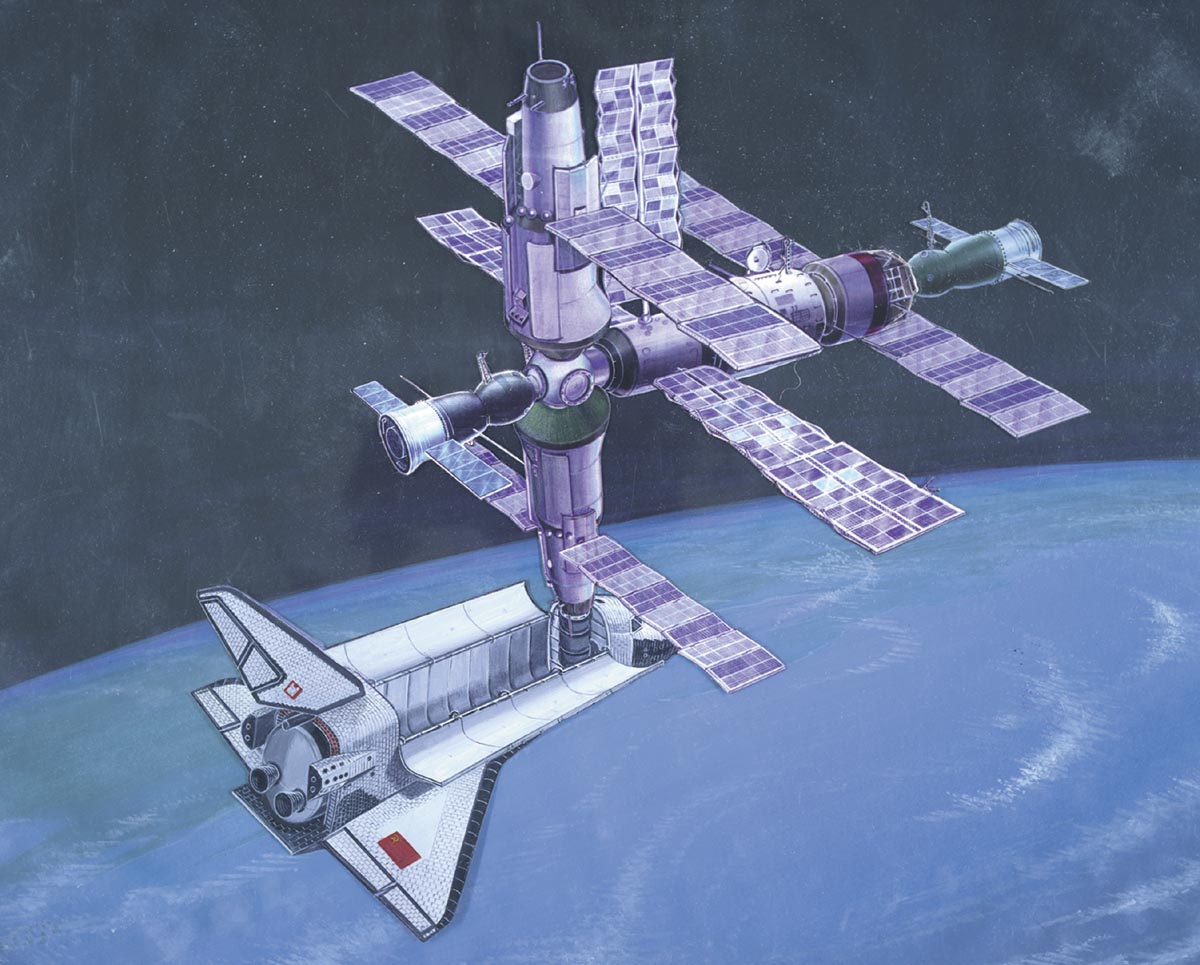
Buran och Mir.

Sovjetunionens rymdprogram inleddes efter andra världskriget. Programmet ledde rymdkapplöpningen från 1957 till 1967 vilket resulterade i flera bedrifter och rekord.

## Historia

### Raketer leder till rymden
De teoretiska grunderna för rymdfarten lades redan under början av 1900-talet fram av den ryske vetenskapsmannen Konstantin Tsiolkovskij. Under 1930-talet fanns det flera grupper som studerade raketer. Den mest kända är GIRD med Sergej Koroljov och Friedrich Zander som ledare. En annan grupp leddes av Valentin Glusjko. Sergej Koroljov skulle bli hjärnan i utvecklingen av det sovjetiska rymdprogrammet. GIRD upplöstes två år efter grundandet och utvecklingen togs över av militären och den nya organisationen RNII som såg en potential i raketer som vapen. Sovjetunionen började utveckla raketer där Stalinorgeln som började användas militärt 1938 blivit mest känd. Det sovjetiska och dagens ryska rymdprogram har alltid präglats av militära traditioner. Det sovjetiska programmet var en del av Röda armén och inte en självständig organisation.

### Starten för rymdprogrammet
Viktiga impulser för raketprogrammen i såväl Sovjetunionen som USA kom från det tyska raketprogrammet som utvecklades under andra världskriget under ledning av Wernher von Braun. Sovjetunionen tog med ingenjörer från det tyska programmet i samband med krigsslutet, bland dem Helmut Gröttrup som varit von Brauns assistent. Samma sak gjorde USA som tog med sig von Braun. Man studerade noggrant de raketer som tagits fram. Senare skickades de tyska ingenjörerna tillbaka, de blev inte en del av det sovjetiska rymdprogrammet som von Braun blev inom Nasa.

### Satellit
Huvudartikel: Sputnik
Den 31 juli 1956 tillkännagav USA att de hade för avsikt att skjuta upp en satellit i omloppsbana kring jorden. Två dagar senare meddelade Sovjetunionen att de skulle göra detsamma. Det sovjetiska rymdprogrammet stod för en världsnyhet då Sputnik 1 blev den första konstgjorda satelliten och blev uppsänd den 4 oktober 1957.

### Levande varelse
Första djuret i omloppsbana, hunden Lajka, följde med Sputnik 2 i november 1957.
Den största framgången kom 12 april 1961 då Jurij Gagarin blev den första människan i rymden och hyllades över hela världen. Sovjetunionen skickade även upp den första kvinnan i rymden, Valentina Teresjkova. Bakom framgångarna låg Koroljov som stod bakom interkontinentalraketen R-7 ("Semjorka") som användes i de flesta bärraketerna med mindre variationer och fortfarande används.

### Nedelinkatastrofen
Huvudartikel: Nedelinkatastrofen
Nedelinkatastrofen skedde 24 oktober 1960 och är den största kända raketolyckan. 126 människor, militärer, ingenjörer och tekniker, omkom när en militär interkontinental raket exploderade i Kosmodromen i Bajkonur. Katastrofen har fått sitt namn efter Mitrofan Nedelin, chef för Sovjetunionens strategiska rakettrupper. Olyckan hemlighölls av myndigheterna fram till 1989.

### Kapplöpning till månen
Huvudartikel: Rymdkapplöpningen
För Sovjetunionens högsta ledning och regeringschefen Nikita Chrusjtjov var framgångar inom rymdprogrammet något av en överraskning men man tvekade inte att utnyttja framgångarna i propagandan för att visa kommunismens och Sovjetunionens framgångar och överlägsenhet. Sovjetunionens intåg i rymden ledde till en kapplöpning med USA. Sovjetunionen firade framgångar med Lunik 1959, Lunaprogrammet 1963. För att nå månen behövde man nya, stora bärraketer men efter Sergej Koroljovs död 1966 lyckades man inte få fram de medel och kunskaper som behövdes för att lösa uppgiften. 1969 nådde USA månen. Efter flera misslyckanden ställdes arbetena med N1-raketen in 1971.

### Sojuz
Huvudartikel: Sojuzprogrammet
1967 startade man Sojuzprogrammet som var Sovjetunionens program för bemannade rymdfarkoster med tredje generations rymdfarkoster. Den 17 juli 1975 skrevs rymdhistoria då en Sojuz- och Apollokapsel dockade med varandra för första gången. Detta var första gången rymdfarkoster från de två länderna dockade med varandra och kan ses som slutet på rymdkapplöpningen. Programmet togs över av Ryssland 1991 när Sovjetunionen upplöstes och är fortfarande igång.

### Saljut
Huvudartikel: Saljut
Saljut 1 sköts upp 19 april 1971. Det var den första rymdstation som kom i omloppsbana runt Jorden. Det blev totalt sju olika Saljut stationer mellan 1971 och 1982.

### Buran och Energija
Huvudartikel: Buran
Sovjetunionen startade 1976 ett nytt stort rymdprojekt i och med utvecklingen av rymdfärjan Buran och den därtill hörande bärraketen Energija. 1993 lades projektet ner. Buran togs aldrig i bruk för bemannade rymdfärder och när projektet lades ned hade det kostat totalt 20 miljarder rubel.

### Mir svävar över jorden
Huvudartikel: Mir
Det sista stora projektet för det sovjetiska rymdprogrammet var rymdstationen Mir som startade sin verksamhet 19 februari 1986. På rymdstationen utfördes ett stort antal vetenskapliga experiment och rekord slogs. Mir fanns efter 1991 kvar inom det ryska rymdprogrammet fram tills 23 mars 2001 då en planerad störtning skedde av den föråldrade stationen. Den har nu ersatts av den Internationella rymdstationen ISS.

### Övergång till Ryssland
I samband med Sovjetunionens upplösning övergick de sovjetiska resurserna till den ryska rymdfärdsorganisationen Roskosmos, som tog över de existerande projekten och startade nya. Detta skedde delvis i samarbete med Ukraina, Kazakstan och andra OSS-stater. Den sovjetiska rymdfartens historia är samlad på Kosmonautmuseet i Moskva.

## Framgångar
Sovjetunionens rymdprogram ledde rymdkapplöpningen från 1957 till 1967 vilket resulterade i flera bedrifter och rekord:
- Första interkontinentala ballistiska missilen med R-7 Semjorka (1957)
- Första konstgjorda satelliten, Sputnik 1 (1957)
- Första djuret i omloppsbana, Lajka ombord Sputnik 2 (1957)
- Första människan i rymden och i omloppsbana, Jurij Gagarin ombord Vostok 1, (1961)
- Första människan över ett dygn i rymden, Gherman Titov, Vostok 2 (1961)
- Första kvinnan i rymden, Valentina Teresjkova ombord Vostok 6 (1963)
- Första rymdfärden med flera besättningsmän (3 st), Voschod 1 (1964)
- Första rymdpromenad, Aleksej Leonov, Voschod 2 (1965)
- Första dockningen mellan två obemannade farkoster, Kosmos 186 och Kosmos 188 (1967)
- Första dockningen mellan två bemannade farkoster, Sojuz 4 och Sojuz 5 (1969)
- Första rymdstationen, Saljut 1 (1971)

## Delprogram
- Sputnikprogrammet
- Lunaprogrammet
- Lunochodprogrammet
- Vostokprogrammet
- Voschodprogrammet
- Sojuzprogrammet (från och med 1967)
- Saljut, rymdstationer (1971-1991)
- Progressprogrammet
- Buranprogrammet (1976-1993)
- Mir, rymdstation (1986-2001)
- Fobosprogrammet
- Kosmosprogrammet
- Marsprogrammet
- Veneraprogrammet
- Vegaprogrammet
- Zondprogrammet